# Episodi di Amici per la pelle (ottava stagione)
L'ottava stagione della serie televisiva Amici per la pelle è stata trasmessa in anteprima in Germania dalla ZDF tra il 2 ottobre 2001 e il 18 dicembre 2001.
| nº | Titolo originale  | Titolo italiano | Prima TV Germania | Prima TV Italia |
| -- | ----------------- | --------------- | ----------------- | --------------- |
| 1  | Turbulenzen       |                 | 2 ottobre 2001    |                 |
| 2  | Himmelszeichen    |                 | 9 ottobre 2001    |                 |
| 3  | Risiko            |                 | 23 ottobre 2001   |                 |
| 4  | Lösegeld          |                 | 6 novembre 2001   |                 |
| 5  | Glücksmomente     |                 | 13 novembre 2001  |                 |
| 6  | Liebesbeweise     |                 | 20 novembre 2001  |                 |
| 7  | Bruderliebe       |                 | 27 novembre 2001  |                 |
| 8  | Kinderkrankheiten |                 | 4 dicembre 2001   |                 |
| 9  | Schicksalsmomente |                 | 11 dicembre 2001  |                 |
| 10 | Schutzengel       |                 | 18 dicembre 2001  |                 |